# The Cowboy and the Lady (1915)
The Cowboy and the Lady é um filme mudo de faroeste, dos Estados Unidos, dirigido por Edwin Carewe e lançado em 1915.